# Igreja de Nossa Senhora da Candelária
A Igreja de Nossa Senhora da Candelária é um templo católico localizado no Centro da cidade do Rio de Janeiro, no Brasil. É um dos principais monumentos religiosos da cidade, palco tradicional de casamentos da sociedade carioca.
A igreja teve seu nome associado a dois eventos marcantes da segunda metade do século XX: o Comício da Candelária no movimento das Diretas Já e a Chacina da Candelária, um massacre de moradores de rua ocorrido nas proximidades da igreja na madrugada de 23 de julho de 1993 e que teve repercussão internacional.

## História

### Origens
Segundo conta a história semilendária sobre a origem da igreja, nos princípios do século XVII, uma tempestade quase teria feito naufragar um navio chamado "Candelária", no qual viajavam os portugueses Antônio Martins Palma e Leonor Gonçalves. O casal teria feito a promessa de edificar uma ermida dedicada a Nossa Senhora da Candelária se escapassem com vida. A nau, finalmente, teria aportado no Rio de Janeiro e o casal teria mandado construir uma pequena ermida no local da atual Igreja da Candelária em 1609, posteriormente ampliada pela Irmandade do Santíssimo Sacramento para se tornar uma igreja paroquial.

### Século XVIII
A igrejinha paroquial da Candelária foi reformada em 1710, mas, na segunda metade do século XVIII, necessitava de ampliação. O sargento-mor Francisco João Roscio, engenheiro militar português, desenhou os planos para uma nova igreja. As obras começaram em 1775, utilizando-se de pedra extraída da Pedreira da Candelária, no Morro da Nova Sintra, no bairro do Catete. A inauguração, com a igreja ainda inacabada, ocorreu em 1811, em presença do príncipe-regente e futuro rei de Portugal, D. João VI. A igreja tinha, nesse momento, uma só nave. Os altares do interior da igreja haviam sido esculpidos por Mestre Valentim, o grande artista do estilo rococó do Rio de Janeiro, mas seriam substituídos nas reformas posteriores.

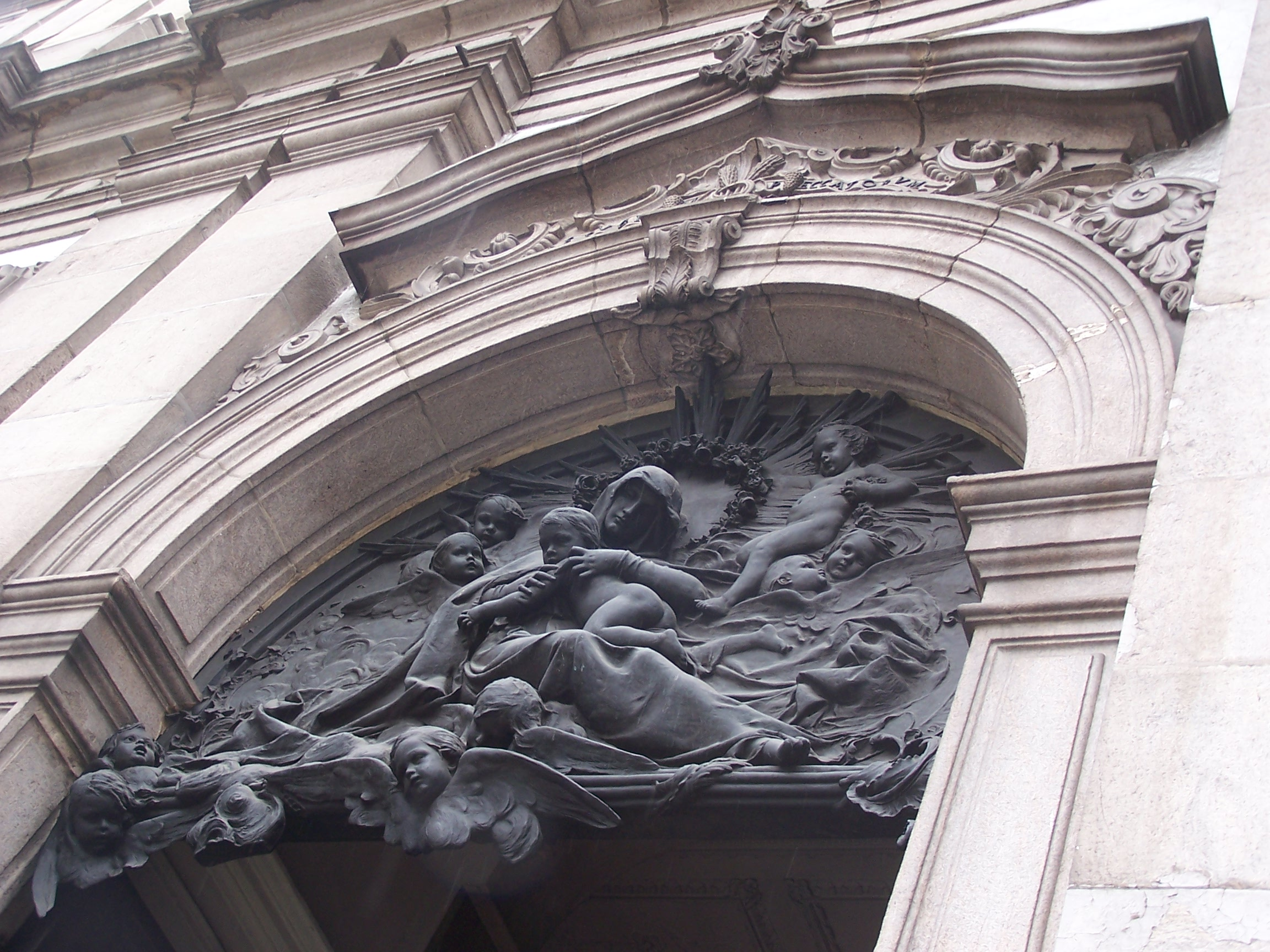
Detalhe em bronze dos portais de autoria de Teixeira Lopes

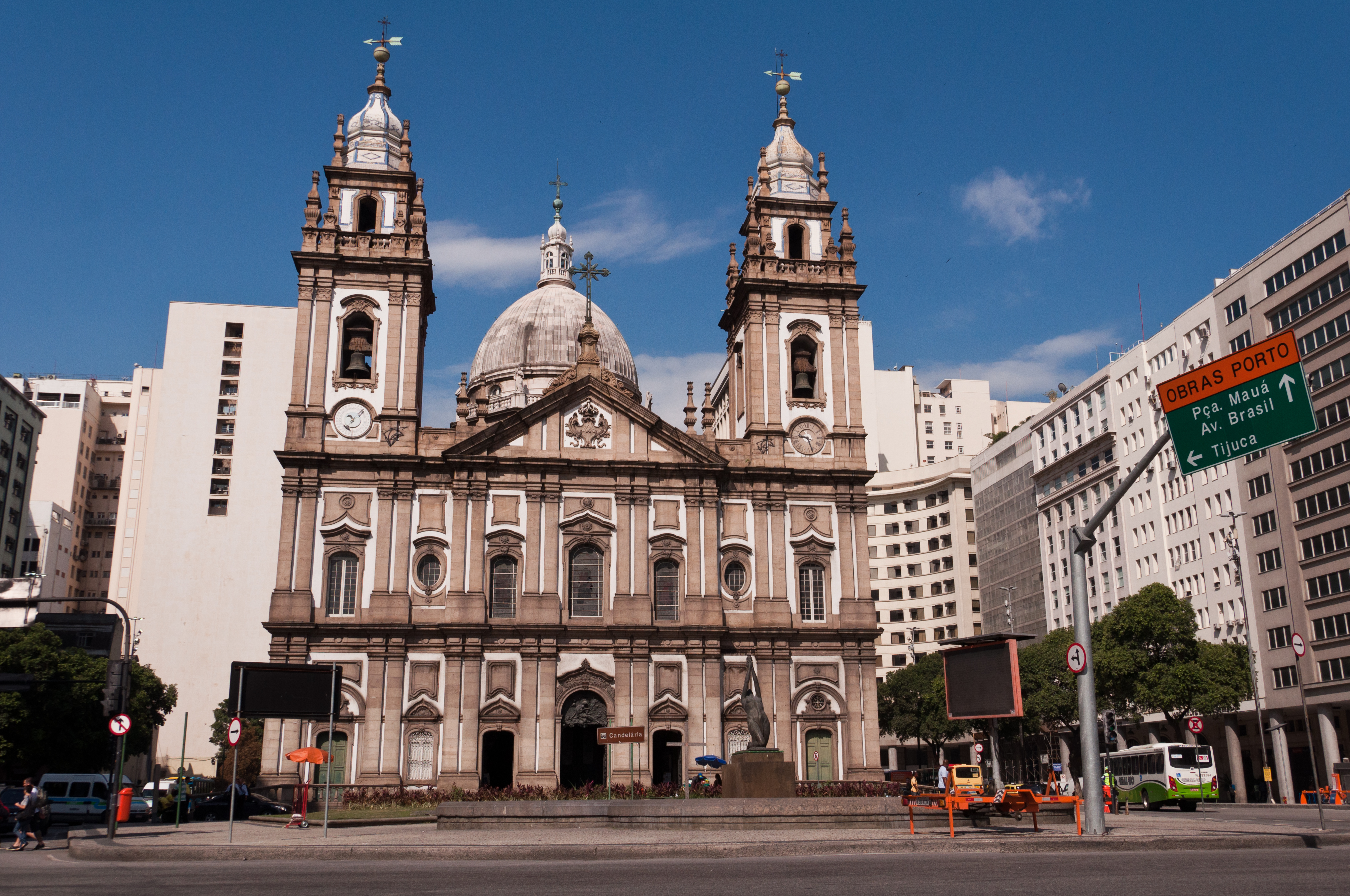
Candelária em 2014

A fachada e o projeto geral de planta em cruz latina com cúpula sobre o transepto lembram muito certas obras do barroco português, como, por exemplo, a igreja do Convento de Mafra (1717-1730), perto de Lisboa e a Basílica da Estrela (1779-1790), na capital portuguesa. A fachada é particularmente bela entre as igrejas coloniais brasileiras. Como ocorre também com a maioria das igrejas coloniais do Rio de Janeiro, a fachada da Igreja da Candelária está voltada para a Baía de Guanabara, uma vez que essa era a via principal de entrada na cidade.

### Século XIX
Algum tempo após a inauguração da igreja, o projeto foi ampliado para três naves. A nave anteriormente construída foi substituída, mas foi mantida a fachada original do projeto de Roscio. Por volta de 1856 terminou o abobadamento das naves e capelas, faltando a cúpula do transepto, que representou um grande problema de engenharia à época.
Após a intervenção de vários arquitetos, incluídos Justino de Alcântara, Francisco Joaquim Béthencourt da Silva, Daniel Pedro Ferro Cardoso e o alemão Carl Friedrich Gustav Waehneldt, a cúpula foi finalmente concluída em 1877. As diversas partes da cúpula, em pedra de lioz portuguesa, foram feitas em Lisboa, assim como as oito estátuas que a enfeitam, esculpidas pelo português José Cesário de Salles. Quando terminada a cúpula, a Candelária era a mais alta construção da cidade (62,24 metros de altura do chão até o zimbório), visível à distância. No romance A Conquista de Coelho Neto, um retirante nordestino, chegando de navio e olhando a cidade de longe, confunde a Candelária com um ovo:
— Deus salve a vosmicê. Que coisa é aquela ali, moço? Aquilo no meio das casas que parece um ovo, mal comparando.

— É a Candelária.

### Decoração interior
A partir de 1878, começou a decoração do interior da igreja, seguindo um modelo neorrenascentista italiano com revestimento de mármores italianos policromados nas paredes e colunas, afastando-se assim dos modelos vigentes na época colonial. O revestimento interior foi desenhado por Antônio de Paula Freitas e Heitor de Cordoville.
As magníficas pinturas murais no interior da Igreja foram encarregadas ao brasileiro João Zeferino da Costa, pintor e professor da Academia Imperial de Belas Artes, sendo essas consideradas suas obras-primas. Zeferino contou com a ajuda de um estaleiro de bons pintores como Henrique Bernardelli, Oscar Pereira da Silva e o italiano Giambattista Castagneto, entre outros. As pinturas se distribuem pelo teto das naves, cúpula e capela-mor e foram realizadas entre 1880 e o final do século XIX.
No teto da nave, há seis painéis que contam a história inicial da igreja da Candelária, desde a viagem dos fundadores até a primeira sagração, enquanto que, na cúpula, as pinturas representam a Virgem, as virtudes e figuras do Antigo Testamento (Jessé, Isaías, David e Salomão).
Outros detalhes importantes do interior são o altar-mor do brasileiro Archimedes Memoria, os vitrais alemães e os enormes púlpitos em estilo art nouveau do escultor português Rodolfo Pinto do Couto (1931). Em 1901, foram instaladas as belas portas de bronze na entrada da igreja, obra do português Teixeira Lopes.

### Importância
A Igreja da Candelária é uma das principais obras artísticas do século XIX brasileiro, pela qualidade dos nomes envolvidos, pela arquitetura neoclássica e pela decoração interna exuberante, em estilo misto neoclássico e eclético. A isso, se soma a bela fachada, obra-prima do século XVIII, que demonstra uma grande harmonia no contraste entre os trechos pintados de branco e o granito escuro carioca, além dos diferentes perfis de janelas, as duas torres e o frontão clássico. Segundo o historiador Nireu Cavalcanti, "Até porque atravessou tantos anos, a igreja tem elementos de vários estilos, como o barroco e o art nouveau, mas quando você entra lá nada parece estar em conflito. É uma das mais belas igrejas do Rio."